# T. J. Thyne
Thomas Joseph „T.J.” Thyne (Boston, Massachusetts, 1975. március 7. –) amerikai televíziós és filmszínész. 
Legismertebb alakítása dr. Jack Hodgins a Dr. Csont című televíziós sorozatban.

## Élete és pályafutása
Bostonban született John J. Thyne II és Catherine Thyne gyermekeként. Öt testvére van: John, Tone, Hazel, Katie és Shelly. 
Először Ridgefieldben, majd a texasi Planóban járt iskolába. A Dél-kaliforniai Egyetem drámaiskolájának színművészeti szakára járt, ahol 1997-ben végzett. 2001-ben társalapítója volt a Theatre Junkies-nak, mely színészeknek adott lehetőséget workshopokra és szakmai fejlődésre.
2005-től 2017-ig a Dr. Csont című televíziós sorozatban alakította Dr. Jack Hodgins szerepét.

## Filmográfia

### Film
| Év   | Magyar cím                        | Eredeti cím                            | Szerep                                    | Magyar hang      |
| ---- | --------------------------------- | -------------------------------------- | ----------------------------------------- | ---------------- |
| 1999 | Ed TV                             | EDtv                                   | diákszövetség tagja                       |                  |
| 2000 |                                   | The Sky Is Falling                     | srác                                      |                  |
| 2000 | Erin Brockovich – Zűrös természet | Erin Brockovich                        | David Foil                                | Seszták Szabolcs |
| 2000 |                                   | Preston Tylk                           | Art Casey                                 |                  |
| 2000 | Rocky és Bakacsin kalandjai       | The Adventures of Rocky and Bullwinkle | jobboldali diák (stáblistán nem szerepel) |                  |
| 2000 | A Grincs                          | How the Grinch Stole Christmas         | Stu Lou Who                               | Seszták Szabolcs |
| 2000 | Mi kell a nőnek?                  | What Women Want                        | vevő a kávézóban                          | Katona Zoltán    |
| 2001 | Szívtiprók                        | Heartbreakers                          | londiner (stáblistán nem szerepel)        |                  |
| 2001 | Tétova tinédzserek                | Ghost World                            | Todd                                      |                  |
| 2001 | Kritikus tömeg                    | Critical Mass                          | Karl Wendt                                |                  |
| 2001 | Fűre tépni szabad                 | How High                               | Gerald Picklestein                        | Szatmári Attila  |
| 2001 | Fűre tépni szabad                 | How High                               | Gerald Picklestein                        | Bartucz Attila   |
| 2003 | Minden végzet nehéz               | Something's Gotta Give                 | pincér                                    |                  |
| 2004 |                                   | Rent-A-Person (rövidfilm)              | fotós                                     |                  |
| 2004 | Sztár születik                    | Raise Your Voice                       | Emcee                                     |                  |
| 2007 |                                   | Validation (rövidfilm)                 | Hugh Newman                               |                  |
| 2008 | Magánalku                         | The Human Contract                     | Greg                                      | Sörös Miklós     |
| 2008 |                                   | Ball Don't Lie                         | vékony srác                               |                  |
| 2008 |                                   | The Phone Book (rövidfilm)             | Hugh Newman                               |                  |
| 2011 |                                   | Shuffle                                | Lovell Milo                               |                  |
| 2011 |                                   | Stop (rövidfilm)                       | férfi                                     |                  |
| 2013 |                                   | The Pardon                             | Richard atya                              |                  |
| 2019 |                                   | How High 2                             | Gerald Picklestein                        |                  |

### Televízió
| Év        | Magyar cím                               | Eredeti cím                       | Szerep                         | Megjegyzések                                 |
| --------- | ---------------------------------------- | --------------------------------- | ------------------------------ | -------------------------------------------- |
| 1998      | Jóbarátok                                | Friends                           | Dr. Oberman                    | 1 epizód                                     |
| 1998      | Házi barkács                             | Home Improvement                  | fiatal férfi a bár előtt       | 1 epizód                                     |
| 1998      | Ötösfogat                                | Party of Five                     | elsős                          | 1 epizód                                     |
| 1998      | Dharma és Greg                           | Dharma & Greg                     | látogató                       | 1 epizód                                     |
| 1999      | Kenan és Kel                             | Kenan & Kel                       | hisztérikus férfi              | 1 epizód                                     |
| 1999      | A Darwin összeesküvés                    | The Darwin Conspiracy             | Dean                           | tévéfilm                                     |
| 1999      |                                          | Becker                            | Mr. Messinger                  | 1 epizód                                     |
| 2000      | A kiválasztott – Az amerikai látnok      | Early Edition                     | Leonard Culver                 | 1 epizód                                     |
| 2000      |                                          | Titus                             | Brian                          | 1 epizód                                     |
| 2000      | Walker, a texasi kopó                    | Walker, Texas Ranger              | Wallace "The Wizard" Slausen   | 4 epizód                                     |
| 2000      |                                          | The Parkers                       | házasodó férfi                 | 1 epizód                                     |
| 2000      | Divatalnokok                             | Just Shoot Me!                    | Jared                          | 1 epizód                                     |
| 2001      |                                          | The Tick                          | Kevin                          | 1 epizód                                     |
| 2002      |                                          | That 80's Show                    | Frank                          | 1 epizód                                     |
| 2002–2005 | Életem értelmei                          | My Wife and Kids                  | menedzser / pizzafutár / Bodhi | 3 epizód                                     |
| 2003      | A Sorscsapás család                      | Grounded For Life                 | pincér                         | 1 epizód                                     |
| 2004      | Boston Legal – Jogi játszmák             | Boston Legal                      | Mark Shrum                     | 1 epizód                                     |
| 2004      | Bűbájos boszorkák                        | Charmed                           | Danny                          | 1 epizód                                     |
| 2004      | Kés/Alatt                                | Nip/Tuck                          | Nightmare                      | 1 epizód                                     |
| 2004      | Döglött akták                            | Cold Case                         | Kip Crowley (1985)             | 1 epizód                                     |
| 2004      | Nyomtalanul                              | Without a Trace                   | Duncan                         | 1 epizód                                     |
| 2004      | CSI: A helyszínelők                      | CSI: Crime Scene Investigation    | kifutófiú                      | 1 epizód                                     |
| 2004      | Jack és Bobby                            | Jack & Bobby                      | Todd                           | 1 epizód                                     |
| 2004      | Angel                                    | Angel                             | ügyvéd                         | 4 epizód                                     |
| 2004–2005 | Huff                                     | Huff                              | Neil                           | 3 epizód                                     |
| 2004–2024 | NCIS                                     | NCIS                              | Carl / Fletcher Voss           | 2 epizód                                     |
| 2005–2017 | Dr. Csont                                | Bones                             | Dr. Jack Hodgins               | főszereplő                                   |
| 2005      | 24                                       | 24                                | Jason Gerard                   | 1 epizód (4. évad)                           |
| 2005      | A narancsvidék                           | The O.C.                          | Larry Bernstein                | 1 epizód                                     |
| 2005      | CSI: New York-i helyszínelők             | CSI: NY                           | Ron Lathem                     | 1 epizód                                     |
| 2006      | Pasit fogtam, nem ereszt                 | Getting Played                    | hotelportás                    | tévéfilm                                     |
| 2012      | Csont nélkül                             | The Finder                        | Dr. Jack Hodgins               | 1 epizód                                     |
| 2019      | Esküdt ellenségek: Különleges ügyosztály | Law & Order: Special Victims Unit | Dr. Joshua Hensley             | 1 epizód                                     |
| 2020      | A Grace klinika                          | Grey's Anatomy                    | Aaron Morris                   | 2 epizód                                     |
| 2020      |                                          | Gentefied                         | Tim                            | 3 epizód                                     |
| 2021      | Az újonc                                 | The Rookie                        | Mr. Edwards                    | - 1 epizód - magyar hangja: - Bartucz Attila |
| 2022      | Az ajánlat                               | The Offer                         | Gordon Willis                  | minisorozat (5 epizód)                       |
| 2024      | Chicago Med                              | Chicago Med                       | Greg Sanders                   | 1 epizód                                     |